# وهدات معدية

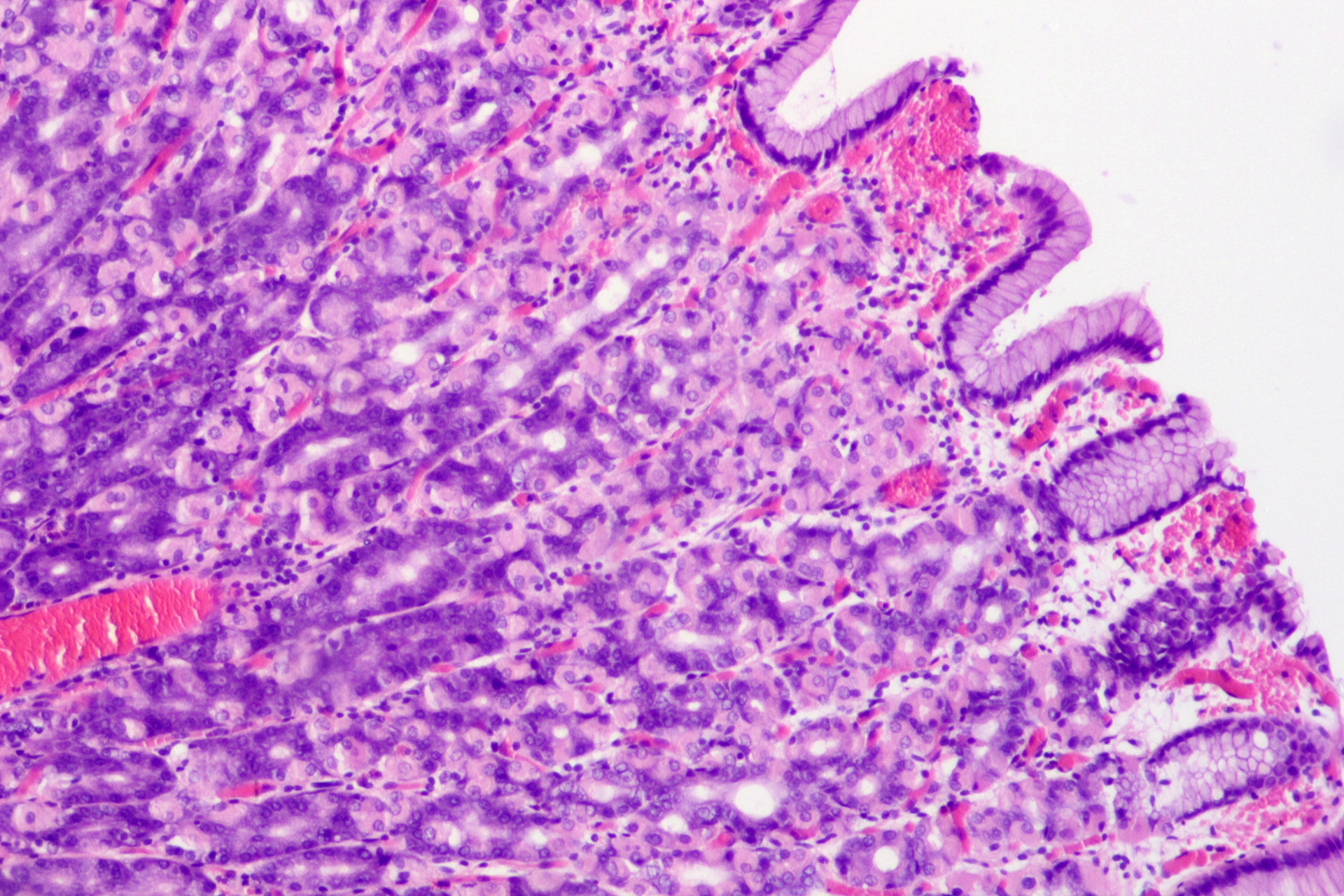
الوهدات المعدية تظهر واضحة كتعرجات في هذا المقطع من الغشاء المخاطي للمعدة. النسيج بصبغة الهيماتوكسيلين والإيوسين.

الوهدات المعدية هي فجوات ضيقة توجد في بطانة المعدة تكونها الطبقة المخاطية من المعدة، وتعد مداخل تؤدي إلى الغدد المعدية. في المعدة البشرية يوجد الملايين من الوهدات المعدية التي ترقّط سطح بطانة المعدة، والتي تقع الغدد المعدية في عمقها. وتكون أعمق في منطقة البواب من باقي المناطق في المعدة.